# Estrada de Ferro Sul do Espírito Santo
A Estrada de Ferro Sul do Espírito Santo (EFSES) foi uma ferrovia brasileira que ligava a cidade de Vitória a Cachoeiro do Itapemirim, no estado do Espírito Santo. Sua construção teve início em 1895 com mão de obra especializada trazida da Europa com a imigração subsidiada em 849 italianos e doze portugueses. 
Suas obras se iniciaram em 1891 pela companhia Sapucaí, sendo encampadas pelo governo estadual, pelo então presidente do estado José de Melo Carvalho Muniz Freire em 1892. Em 1907, com as obras incompletas, pois seus trilhos estavam incompletos em Matilde (Alfredo Chaves), foi vendida à empresa inglesa Leopoldina Railway, pelo então presidente Henrique Coutinho. Suas obras foram concluídas em 1910, mediante presença de diversas autoridades em Cachoeiro de Itapemirim, entre elas o então senador José de Melo Carvalho Muniz Freire, o presidente do estado Jerônimo de Sousa Monteiro e o Presidente da República Nilo Peçanha. 
Essa ferrovia foi responsável por interiorizar a capital do Espírito Santo (estado), na medida em que fortaleceu o poder econômico do Porto de Vitória sobre os demais portos do litoral sul capixaba, contrariando os interesses da elite econômica cachoeirana, a qual almejava que seus produtos fosse escoados pelo pequeno porto de Itapemirim, bem como de lá viessem os produtos importados. Era interesse da elite sulista reforçar sua ligação econômica com a então capital federal, o Rio de Janeiro, e não com Vitória.
Estações
Do sul ao norte, ferrovia era composta das seguintes estações:
- Cachoeiro do Itapemirim
- Praça João Pessoa
- Felinto Martins
- União
- Safra
- Prates
- Ouvidor
- Ribeira
- Airizes
- Paineiras
- Paineiras
- Frade
- Sapucaia
- Rio Novo
- Muqui
- Perobas
- Cerejeiras (antiga Lancha)
- Itapemirim
- Barra
- Marataízes
- Cobiça
- Salgadinho
- Soturno
- Salesianos
- Jaciguá
- Vargem Alta
- Guiomar
- Ipê-Açu
- Engano
- Matilde (Alfredo Chaves)
- Iriritimirim
- Araguaia
- Rio Fundo
- Marechal Floriano
- Domingos Martins
- Pedra do Vento
- Jucu
- Viana
- Vitória